# Botanophila subspinata
Botanophila subspinata este o specie de muște din genul Botanophila, familia Anthomyiidae. A fost descrisă pentru prima dată de Huckett în anul 1947. Conform Catalogue of Life specia Botanophila subspinata nu are subspecii cunoscute.